# Патрік Сандерс
Генерал сер Патрік Ніколас Ярдлі Монрад Сандерс (англ. Patrick Nicholas Yardley Monrad Sanders; нар. 6 квітня 1966) — старший офіцер британської армії, який обіймає посаду начальника Генерального штабу з червня 2022 року

## Раннє життя та освіта
Сандерс народився 6 квітня 1966 року в Тідворті, графство Вілтшир, Англія. Він здобув освіту в Worth School, потім у незалежній школі-інтернаті для хлопчиків при бенедиктинському абатстві Worth. Навчався в Ексетерському університеті та Кренфілдському університеті.

## Військова кар'єра
Сандерс був призначений у Royal Green Jackets 23 вересня 1984 року Він служив молодшим офіцером у Північній Ірландії під час смути, а потім здійснив відрядження в Косово в 1999 році та в Боснії та Герцеговині у 2001 році. Він став очільником штабу 1-ї механізованої бригади у 2002 році, а потім командиром 2-го батальйону «Королівські зелені куртки» у 2005 році На останній посаді він керував перетворенням свого батальйону на 4-й стрілковий батальйон, а потім зі своїм батальйоном брав участь в облозі британських баз у Басрі у 2007 році під час війни в Іраку. 25 липня 2008 року був нагороджений орденом «За видатні заслуги» (DSO) «на знак визнання відважних і видатних заслуг в Іраку з 1 жовтня 2007 року по 31 березня 2008 року».
Сандерс став командиром 20-ї бронетанкової бригади в серпні 2009 року, у якій він був призначений командувати оперативною групою Гільменд в Афганістані в жовтні 2011 року. 28 вересня 2012 року став кавалером ордена Британської імперії (CBE) «на знак визнання відважних і видатних заслуг в Афганістані в період з 1 жовтня 2011 року по 31 березня 2012 року». У 2012 році він обіймав посаду начальника штабу оборони, офіцера зв'язку з Об'єднаним комітетом начальників штабів Сполучених Штатів, а в березні 2013 року — помічника начальника штабу оборони (операцій).
У грудні 2016 року він був призначений командувачем польовою армією та йому надано звання генерал-лейтенанта. 31 січня 2019 року Сандерс був призначений полковником-комендантом і президентом Почесної артилерійської роти. 6 травня 2019 року Сандерса підвищили до повного генерала і призначили командувачем Об'єднаних сил. 9 грудня 2019 року Командування Об'єднаних сил було перейменовано на Стратегічне командування
Сандерс був призначений кавалером ордена Лазні (KCB) у новорічних нагородах 2020 року. Він був кращим кандидатом Міністерства оборони, щоб замінити генерала сера Ніка Картера на посаді начальника штабу оборони в 2021 році через його досвід у сфері кіберспроможностей, але замість нього прем'єр-міністр Борис Джонсон вибрав адмірала сера Тоні Радакіна.
Після оголошення в лютому 2022 року Сандерс став начальником Генерального штабу в червні 2022 року
7 червня 2022 року Сандерс вирішив заборонити 3-му батальйону парашутного полку дислокацію за кордоном після низки інцидентів, які продемонстрували низький рівень дисципліни в батальйоні.
16 червня 2022 року Сандерс сказав британським солдатам, що вони є тим поколінням, яке має підготуватися «до того, щоб знову битися в Європі», оскільки конфлікт в Україні триває. Він написав, що «тепер є пекуча необхідність створити армію, здатну воювати разом із нашими союзниками та перемогти Росію в битві».
Сандерс також зазначив, що вторгнення Росії нагадало про основну мету армії — захист країни, оскільки агресія Росії призвела до «нової ери відсутності безпеки» в Європі. За його словами, необхідно прискорити модернізацію британських збройних сил задля зміцнення НАТО і не дозволити Росії просунутися далі європейською територією.